# 虎向ひゅうら
虎向 ひゅうら（こなた ひゅうら、6月12日 - ）は、日本の漫画家。血液型はO型。
主に恋愛をテーマとした作品を執筆。一般向けと成人向け漫画、両方で活動している。

## 作品リスト

### 単行本

#### 一般向け作品
- 『下級生2 〜brilliant days〜』 2005年、原作：エルフ、角川書店『コンプティーク』連載、〈カドカワコミックス・エース〉、全1巻
- 『ほしフル〜星藤学園天文同好会〜』 2008年、原作：F&C・FC01、角川書店『月刊コンプエース』連載、〈カドカワコミックス・エース〉、全1巻
- 『祝福のカンパネラ』 2008年 - 2010年、原作：ういんどみるOasis、角川書店『コンプティーク』連載、〈カドカワコミックス・エース〉、全3巻
- 『アマガミ dreamy forever』 2011年、原作：エンターブレイン、角川書店『コンプエース』連載、〈カドカワコミックス・エース〉、全1巻

#### 成人向け作品
1. 『ピンクほっぺた』 1999年9月1日、笠倉出版社〈カルトコミックス〉、ISBN 4-7730-0582-3
2. 『爆発寸前!!』 2000年12月20日、晋遊舎〈晋遊舎コミックス〉、ISBN 4-88380-182-9
  - 『爆発寸前!!新装版』 2012年3月22日発売[2]、マックス〈ポプリコミックス〉、ISBN 978-4-86379-064-3
3. 『Flower Pillow（フラワーピロウ）』 2001年8月17日、コアマガジン〈ホットミルクコミックシリーズ134〉、ISBN 4-87734-469-1
4. 『SWEET SAVAGE』 2002年4月1日、晋遊舎〈晋遊舎コミックス〉、ISBN 4-88380-258-2
5. 『夢で逢えたら!!』 2002年12月19日（2002年12月5日発売[3]）、コアマガジン〈ホットミルクコミックシリーズ152〉、ISBN 4-87734-600-7
6. 『桃色inside』 2004年4月24日（2004年4月10日発売[3]）、コアマガジン〈ホットミルクコミックシリーズ174〉、ISBN 4-87734-713-5
7. 『ほのかな媚薬』 2004年8月24日（2004年8月10日発売[3]）、コアマガジン〈ホットミルクコミックシリーズ177〉、ISBN 4-87734-750-X
8. 『So Cute!!』 2007年7月10日（2007年6月29日発売[4]）、茜新社〈TENMA COMICS〉、ISBN 978-4-87182-921-2
9. 『僕のアニマルライフ』 2009年4月10日（2009年3月27日発売[5]）、茜新社〈TENMA COMICS〉、ISBN 978-4-86349-056-7
10. 「『気持ちよくなっちゃう♡』ってどういうこと？」 2018年4月28日発売[6]、茜新社〈TENMACOMICS JC〉、ISBN 978-4-86349-702-3
11. 『僕たちの園へようこそ』 2019年12月26日発売[7]、茜新社〈TENMACOMICS 好色少年〉、ISBN 978-4-86349-806-8